# Mataeomera
Mataeomera es un género de lepidópteros de la familia Erebidae.  Algunos lo consideran un sinónimo del género Autoba..

## Especies
- Mataeomera acrosticha Turner, 1920
- Mataeomera anaemacta Turner, 1920
- Mataeomera biangulata Wileman, 1915
- Mataeomera brevipalpis Turner, 1945
- Mataeomera coccophaga Meyrick, 1887
- Mataeomera dubia Butler, 1886
- Mataeomera duporti Joannis, 1928
- Mataeomera goniaphora Hampson, 1920
- Mataeomera ligata Lucas, 1895
- Mataeomera melanocephala Wileman & West, 1929
- Mataeomera mesotaenia Turner, 1929
- Mataeomera obliquisigna Hampson, 1894
- Mataeomera porphyris Turner, 1920
- Mataeomera punctilinea Turner, 1945
- Mataeomera renalis Hampson, 1918
- Mataeomera semialba Hampson, 1902
- Mataeomera sumbavensis Hampson, 1910